# Exetastes tarsalis
Exetastes tarsalis är en stekelart som beskrevs av Cresson 1874. Exetastes tarsalis ingår i släktet Exetastes och familjen brokparasitsteklar. Inga underarter finns listade i Catalogue of Life.